# Haworthia cooperi var. venusta
Haworthia cooperi var. venusta, és una varietat de Haworthia cooperi del gènere Haworthia de la subfamília de les asfodelòidies.

## Descripció
Haworthia cooperi var. venusta és una planta suculenta perennifòlia que es caracteritza per tenir poques fulles i romanen força petites. Pot arribar a fer entre 4 a 20 cm d'alçada. Les fulles estan cobertes de pèls curts i blancs. (similar a H. pubescens).

## Distribució i hàbitat
Aquesta varietat creix a la província sud-africana del Cap Oriental, on concretament l'única localitat coneguda és a prop del riu Kasouga, a una a una altitud de 500 metres.

## Taxonomia
Haworthia cooperi var. venusta va ser descrita per (C.L.Scott) M.B.Bayer i publicat a Haworthia Revisited: 56, a l'any 1999.
Etimologia
Haworthia: nom en honor del botànic britànic Adrian Hardy Haworth (1767-1833).
cooperi: epítet que honora al botànic i explorador de plantes anglès Thomas Cooper (1815-1913) que va recol·lectar plantes a Sud-àfrica del 1859 al 1862.
var. venusta: epítet llatí que significa "preciós, agradable, maco".
Sinonímia
- Haworthia venusta C.L.Scott, Bradleya 14: 87 (1996).
- Haworthia salina var. venusta (C.L.Scott) Breuer, Alsterworthia Int. 16(2): 6 (2016).[7]